# Мигел Тровоада
Мигел дос Анхос да Куња Лисбоа Тровоада (порт. Miguel dos Anjos da Cunha Lisboa Trovoada; рођен 27. децембра 1936) саотомеански је политичар који је био премијер од 1975. године до 1979. године, те председник од 1991. године до 2001. године. Тренутно врши функцију извршног секретара Комисије Гвинејског залива.
Мигел Тровоада се школовао у Анголи и Португалији. Године 1960. је за време португалске власти заједно с Мануелом Пинтом де Костом основао Одбор за ослобођење Сао Томеа и Принсипеа, који ће 1972. године постати Покрет за ослобођење Сао Томе и Принсипеа. Организација, која је деловала из Габона, је захваљујући Тровоади службено призната од Организације афричког јединства.
Након што је Сао Томе и Принсипе добио независност, Пинто де Коста је 1975. године постао председник, а Тровоада премијер. Односи двојице сабораца су ускоро захладили, те је 1979. године Коста укинуо положај премијера, те под оптужбом за уроту дао затворити Тровоаду. Након 21 месеца притвора, Тровоада је отишао у егзил у Француску.
Године 1991. је након успостављања вишестраначја Тровоада изабран за председника као нестраначки кандидат. Пред крај првог мандата је основао нову странку под називом Независна демократска акција (АДИ). У августу 1995. године га је накратко био свргнут војним ударом. Године 1996. поново је изабран, а при истеку другог мандата је 2001. године предао власт Фрадику де Менезесу.
Његов син Патрис Тровоада је такође познати политичар.